# Зюкка
Зю́кка (нем. Sücka) — поселение в Лихтенштейне в коммуне Тризенберг. Расположена к востоку от самого Тризенберга на левом склоне ущелья реки Замины.
Состоит из здания гостиницы и нескольких пристроек.
Из Зюкки открываются панорамные виды на долину реки Замина.
Окрестности поселения состоят из чередующихся хвойных лесов и альпийских лугов. Имеется множество туристических троп к вершине хребта.
В горе под Зюккой проходит автомобильный тоннель, связывающий Тризенберг и основную часть страны с восточными ущельями (пос. Висли, Хлайштег).